# پاسیفیک سیتی (اورگن)
پاسیفیک سیتی (به انگلیسی: Pacific City) یک منطقهٔ مسکونی در ایالات متحده آمریکا است که در شهرستان تیلاموک، اورگن واقع شده‌است. پاسیفیک سیتی ۱۰٫۰ کیلومتر مربع مساحت و ۱٬۰۲۷ نفر جمعیت دارد و ۴ متر بالاتر از سطح دریا واقع شده‌است.